# Modernistische woonwijken in Berlijn
De modernistische woonwijken in Berlijn omvat een zestal wooncomplexen in Berlijn die in 2008 op de werelderfgoedlijst van UNESCO zijn geplaatst. Deze woningbouwprojecten werden in de periode 1913 tot 1934 in de stijl van het nieuwe bouwen ontworpen en uitgevoerd.
Verantwoordelijk voor de ontwerpen waren met name Bruno Taut en Martin Wagner, maar ook andere architecten waaronder Hans Scharoun en Walter Gropius.

## Lijst van de wooncomplexen
| Complex                                      | Stadsdeel / district                             | Bouwperiode | Ontwerp                              | Architecten                                                                            | Afbeelding |
| -------------------------------------------- | ------------------------------------------------ | ----------- | ------------------------------------ | -------------------------------------------------------------------------------------- | ---------- |
| Gartenstadt Falkenberg (Tuschkastensiedlung) | Bohnsdorf (Treptow-Köpenick)                     | 1913–1916   | Bruno Taut                           | Bruno Taut Heinrich Tessenow                                                           |            |
| Siedlung Schillerpark                        | Wedding (Mitte)                                  | 1924–1930   | Bruno Taut                           | Bruno Taut Max Taut (wederopbouw) Hans Hoffmann (uitbreidingen)                        |            |
| Großsiedlung Britz (Hufeisensiedlung)        | Britz (Neukölln)                                 | 1925–1930   | Bruno Taut                           | Bruno Taut Martin Wagner                                                               |            |
| Wohnstadt Carl Legien                        | Prenzlauer Berg (Pankow)                         | 1928–1930   | Bruno Taut                           | Bruno Taut Franz Hillinger                                                             |            |
| Weiße Stadt                                  | Reinickendorf (Reinickendorf)                    | 1929–1931   | Otto Rudolf Salvisberg Martin Wagner | Otto Rudolf Salvisberg Bruno Ahrends Wilhelm Büning                                    |            |
| Großsiedlung Siemensstadt (Ringsiedlung)     | Charlottenburg-Nord (Charlottenburg-Wilmersdorf) | 1929–1934   | Hans Scharoun Martin Wagner          | Hans Scharoun Walter Gropius Otto Bartning Fred Forbat Hugo Häring Paul Rudolf Henning |            |

Dom van Aken · Abdij en Altenmünster van Lorsch · Slot Augustusburg en slot Falkenlust in Brühl · Bamberg · Bauhaus en zijn sites in Weimar, Dessau en Bernau · Klassiek Weimar · Fagusfabriek · Rammelsbergmijnen en historische stad Goslar · Dom van Keulen · Hanzestad Lübeck · Luthergedenkplaatsen in Eisleben en Wittenberg · Abdij van Maulbronn · Groeve Messel · Fürst-Pückler-Park Bad Muskau · Kloostereiland Reichenau · Museuminsel in Berlijn · Parklandschap Dessau-Wörlitz · Stiftskerk, kasteel en historisch centrum van Quedlinburg · Bedevaartskerk van Wies · Historisch centrum van Regensburg met Stadtamhof · Romeinse monumenten, Dom en Onze-Lieve-Vrouwekerk in Trier · Oude en voorhistorische beukenbossen van de Karpaten en andere regio's van Europa · Paleizen en parken van Potsdam en Berlijn · Michaeliskirche en Dom van Hildesheim · Dom van Speyer · Historisch centrum van Stralsund en Wismar · Stadhuis en Rolandstandbeeld van Bremen · Grenzen van het Romeinse Rijk: Opper-Germaans-Raetische limes · Bovenloop van het Midden-Rijndal · IJzersmelterij van Völklingen · Kasteel Wartburg · Residentie van Würzburg · Kolenmijn en industriecomplex Zeche Zollverein in Essen · Modernistische woonwijken in Berlijn · Waddenzee · Prehistorische paalwoningen in de Alpen · Markgrafelijk Operahuis in Bayreuth · Bergpark Wilhelmshöhe · Karolingisch westwerk en Civitas Corvey · Speicherstadt en het Kontorhausviertel met het Chilehaus in Hamburg · Architecturaal werk van Le Corbusier (Weißenhofsiedlung) · Grotten en kunst uit de ijstijd in de Zwabische Jura · Archeologisch grenslandschap van Hedeby en de Danevirke · Dom van Naumburg ·  Mijnstreek Erzgebirge/Krušnohoří · Waterbeheersysteem van Augsburg · Historische kuuroorden van Europa (Bad Ems, Baden-Baden en Bad Kissingen) · Mathildenhöhe Darmstadt · Grenzen van het Romeinse Rijk - De Neder-Germaanse limes · ShUM-sites van Speyer, Worms en Mainz · Grenzen van het Romeinse Rijk - De Donaulimes (Westelijk gedeelte)  · Joods-middeleeuws erfgoed van Erfurt · Complex van de residentie van Schwerin · Moravische kerknederzettingen (Herrnhut)